# داورادیبی
داورادیبی (به لاتین: Davaradibi) یک منطقهٔ مسکونی در جمهوری آذربایجان است که در شهرستان لریک واقع شده‌است.

## جمعیت
داورادیبی ۴۱۰ نفر جمعیت دارد.

## ریشه واژه
نام تالشی این روستا دَوره‌بن یا دَوره‌بین (Dəvrəbın) است. این روستا در پایه کوه دَوَر (داوَر، داوار یا تاوار) قرار گرفته است. دیب به‌معنی پایین یا بخش پایینی است. برخی نیز بخش دوم را از واژه تالشی بن به‌معنی پایین می‌دانند.